# Mezon

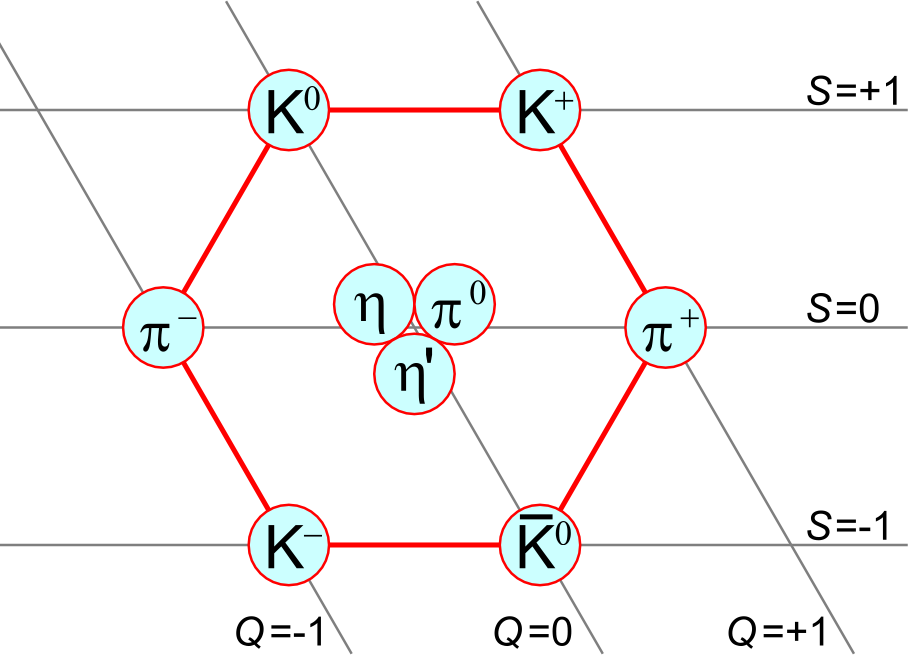
Mezonový nonet (spin 0)

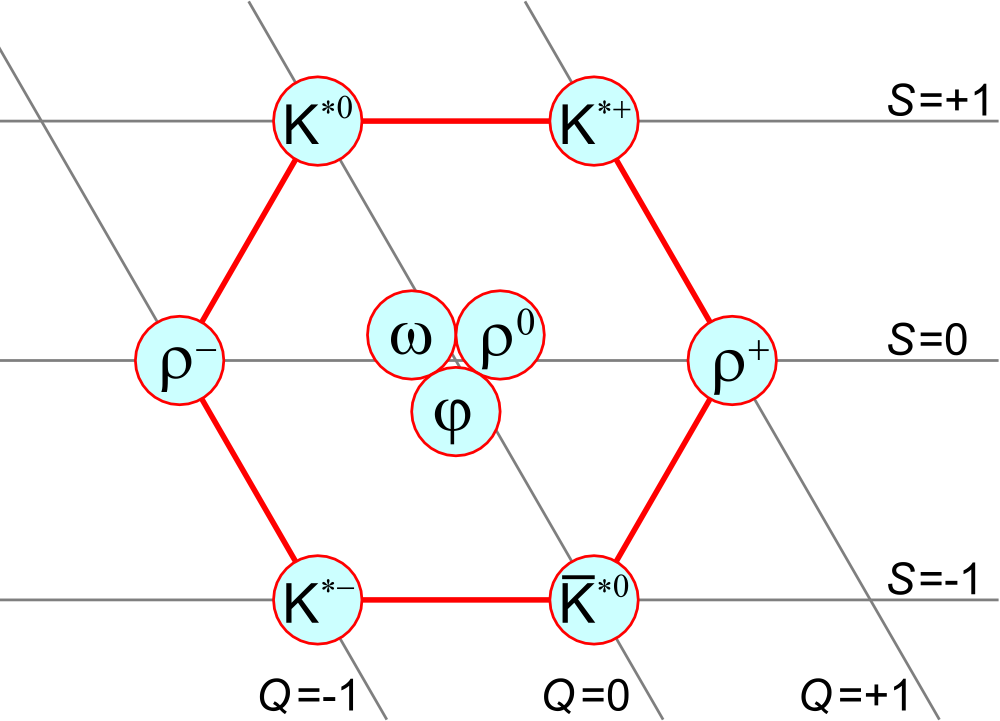
Mezonový nonet (spin 1)

Mezon je částice, která reaguje na silnou interakci a má nulový nebo celočíselný spin. Mezony jsou tedy současně hadrony a bosony. Někdy se nazývá jako středně těžká částice.

## Název
Hideki Jukawa, který částici v roce 1935 předpověděl a v roce 1949 za tento objev obdržel Nobelovu cenu, pro ni navrhl název mesotron. Tento název, vycházející z řeckého mesos (střední), měl vyjadřovat, že jeho hmotnost je mezi hmotností elektronu a protonu, čemuž vyhovoval i mion (mezotron, poté zvaný i jako mí mezon), který se ale podle nynější definice mezi mezony neřadí. Název skupiny částic upravil Werner Heisenberg vypuštěním „tr“, které přebývalo proti řeckému vzoru.

## Vlastnosti
Mezony jsou složené částice, které obsahují vždy jeden kvark a jeden antikvark. Výsledný mezon však musí být bezbarvý, tzn. musí být barevně neutrální částicí.
Podle vzájemné orientace spinů kvarku a antikvarku, z nichž je daný mezon složen, se mezony s nulovým orbitálním momentem hybnosti rozlišují mezony skalární (spin kvarku je orientován opačně než spin antikvarku, takže výsledný spin mezonu je {\displaystyle s=0}) a vektorové mezony (spiny kvarku a antikvarku mají stejný směr, takže výsledný spin mezonu je {\displaystyle s=1}). Existují i mezony s vyšším celočíselným výsledným spinem, spiny kvarků se v nich skládají i s orbitálním momentem hybnosti (např. mezony a4(2040) a f4(2050) mají spin 4).
Antičásticemi mezonů jsou částice, v nichž je původní kvark zaměněn odpovídajícím antikvarkem a původní antikvark zaměněn odpovídajícím kvarkem, tedy také mezony, v některých případech totožné s částicí (např. mezony η, h, ω, φ, f, J/ψ). V případě mezonů nelze proto hovořit o antihmotě.

## Rozdělení
- Mezony π (piony)
  - π±, kvarkové složení ud, ud, střední doba života τ = 2,6×10−8 s
  - π0, (1/√2)(uu-dd), τ = 8,4×10−17 s
- Mezony K (kaony)
  - K±, kvarkové složení us, us, střední doba života τ = 1,238×10−8 s
  - K0, kombinace ds a ds, τ = 9×10−11 s pro K 0
S , τ = 5,12×10−8 s pro K 0
L
- Mezony D
  - D±, kvarkové složení cd, cd, střední doba života τ = 1040×10−15 s
  - D0, D0 kvarkové složení cu, cu, τ = 410×10−15 s
- Mezony DS
  - D ±
S , kvarkové složení cs, cs, střední doba života τ = 500×10−15 s
- Mezony B
  - B±, kvarkové složení ub, ub, střední doba života τ = 1,64×10−12 s
  - B0, B0 kvarkové složení db, db, τ = 1,52×10−12 s
- Mezony BS
  - B 0
S , B 0
S , kvarkové složení sb, sb, střední doba života τ = 1,47×10−12 s
- Mezony Bc
  - B ±
c , kvarkové složení cb, cb, střední doba života τ = 0,45×10−12 s
- ostatní mezony se velmi rychle rozpadají silnou interakcí, patří proto mezi mezonové rezonance.